# 五ヶ瀬東インターチェンジ
五ヶ瀬東インターチェンジ（ごかせひがしインターチェンジ）は、宮崎県西臼杵郡五ヶ瀬町に建設中の蘇陽五ヶ瀬道路および五ヶ瀬高千穂道路（両路線とも九州中央自動車道に並行する一般国道218号の自動車専用道路）のインターチェンジである。延岡方面のみ通行可能なハーフインターチェンジとなる予定である。

## 接続する道路
- 国道218号

## 隣
E77 九州中央自動車道（ 蘇陽五ヶ瀬道路・五ヶ瀬高千穂道路）
五ヶ瀬西IC（事業中） - 五ヶ瀬東IC（事業中） - 高千穂IC（事業中）